# Mian–Chowla-Folge
In der Mathematik ist die Mian–Chowla-Folge (englisch Mian–Chowla sequence) eine Folge von ganzen Zahlen, die den Anfangswert {\displaystyle a_{1}=1} hat und wie folgt rekursiv definiert ist:
Für {\displaystyle n>1} ist {\displaystyle a_{n}} die kleinste ganze Zahl, für die jede paarweise Summe {\displaystyle a_{i}+a_{j}} verschieden ist für alle {\displaystyle i\leq n,j\leq n}.
Die Folge wurde von Abdul Majid Mian and Sarvadaman Chowla im Jahr 1944 erfunden.

## Berechnung
Die Folge startet mit {\displaystyle a_{1}=1}.
Angenommen, {\displaystyle a_{2}=2}. Man betrachtet alle möglichen Summen von {\displaystyle a_{1}=1} und {\displaystyle a_{2}=2}. Man erhält die Summen {\displaystyle a_{1}+a_{1}=1+1=2,\;a_{1}+a_{2}=1+2=3} und {\displaystyle a_{2}+a_{2}=2+2=4}. Die so erhaltenen Summen {\displaystyle 2,3} und {\displaystyle 4} sind alle paarweise verschieden, somit ist tatsächlich {\displaystyle a_{2}=2}.
Angenommen, {\displaystyle a_{3}=3}. Man betrachtet alle möglichen Summen von {\displaystyle a_{1}=1,a_{2}=2} und {\displaystyle a_{3}=3} und erhält {\displaystyle 1+1=2,\;1+2=3,\;1+3=4,\;2+2=4,\;2+3=5} und {\displaystyle 3+3=6}. Die so erhaltenen Summen {\displaystyle 2,3,4,4,5} und {\displaystyle 6} sind aber nicht alle paarweise verschieden, weil {\displaystyle 1+3=2+2=4} ist. Somit muss {\displaystyle a_{3}\not =3} sein.
Angenommen, {\displaystyle a_{3}=4}. Man betrachtet alle möglichen Summen von {\displaystyle a_{1}=1,a_{2}=2} und {\displaystyle a_{3}=4} und erhält {\displaystyle 1+1=2,\;1+2=3,\;1+4=5,\;2+2=4,\;2+4=6} und {\displaystyle 4+4=8}. Die so erhaltenen Summen {\displaystyle 2,3,4,5,6} und {\displaystyle 8} sind alle paarweise verschieden, somit ist {\displaystyle a_{3}=4}.
Angenommen, {\displaystyle a_{4}=5}. Dann muss man alle möglichen Summen von {\displaystyle a_{1}=1,a_{2}=2,a_{3}=4} und {\displaystyle a_{4}=5} betrachten und erhält unter anderem {\displaystyle 1+5=2+4=6}, somit sind nicht alle erhaltenen Summen paarweise verschieden, es ist also {\displaystyle a_{4}\not =5}.
Angenommen, {\displaystyle a_{4}=6}. Dann muss man alle möglichen Summen von {\displaystyle a_{1}=1,a_{2}=2,a_{3}=4} und {\displaystyle a_{4}=6} betrachten und erhält unter anderem {\displaystyle 2+6=4+4=8}, somit sind auch in diesem Fall nicht alle erhaltenen Summen paarweise verschieden, es ist also {\displaystyle a_{4}\not =6}.
Angenommen, {\displaystyle a_{4}=7}. Dann muss man alle möglichen Summen von {\displaystyle a_{1}=1,a_{2}=2,a_{3}=4} und {\displaystyle a_{4}=7} betrachten und erhält unter anderem {\displaystyle 1+7=4+4=8}, somit sind auch in diesem Fall nicht alle erhaltenen Summen paarweise verschieden, es ist also {\displaystyle a_{4}\not =7}.
Angenommen, {\displaystyle a_{4}=8}. Dann muss man alle möglichen Summen von {\displaystyle a_{1}=1,a_{2}=2,a_{3}=4} und {\displaystyle a_{4}=8} betrachten. In diesem Fall erhält man die Summen {\displaystyle 1+1=2,\;1+2=3,\;2+2=4,\;1+4=5,\;2+4=6,\;4+4=8,\;1+8=9,\;2+8=10,\;4+8=12} und {\displaystyle 8+8=16}. Es sind alle erhaltenen Summen paarweise verschieden, es ist also {\displaystyle a_{4}=8}.
Insgesamt besteht die Mian–Chowla-Folge aus folgenden Gliedern:
1, 2, 4, 8, 13, 21, 31, 45, 66, 81, 97, 123, 148, 182, 204, 252, 290, 361, 401, 475, … (Folge A005282 in OEIS)

## Eigenschaften
- Die Mian–Chowla-Folge ist per Definition eine unendliche Sidon-Folge.
- Für den Grenzwert der Summe der Inversen der Folgenglieder {\displaystyle a_{n}} der Mian–Chowla-Folge gilt:[3]

{\displaystyle 2{,}158452685\leq \sum _{i=1}^{\infty }{\frac {1}{a_{i}}}\leq 2{,}15846062}

## Ähnliche Zahlenfolge
Beginnt man die obige Zahlenfolge nicht mit {\displaystyle a_{1}=1}, sondern mit {\displaystyle a_{1}=0}, belässt aber die Rekursion gleich, so erhält man die folgende Zahlenfolge:
0, 1, 3, 7, 12, 20, 30, 44, 65, 80, 96, … (Folge A025582 in OEIS)
Die einzelnen Glieder sind jeweils um 1 kleiner als bei der obigen Mian–Chowla-Folge.
Beispiel:
Seien {\displaystyle a_{1}=0}, {\displaystyle a_{2}=1} und {\displaystyle a_{3}=3} schon bekannt.
Angenommen, {\displaystyle a_{4}=4}. Dann muss man alle möglichen Summen von {\displaystyle a_{1}=0,a_{2}=1,a_{3}=3} und {\displaystyle a_{4}=4} betrachten und erhält unter anderem {\displaystyle 0+4=1+3=4}, somit sind nicht alle erhaltenen Summen paarweise verschieden, es ist also {\displaystyle a_{4}\not =4}.
Angenommen, {\displaystyle a_{4}=5}. Dann muss man alle möglichen Summen von {\displaystyle a_{1}=0,a_{2}=1,a_{3}=3} und {\displaystyle a_{4}=5} betrachten und erhält unter anderem {\displaystyle 1+5=3+3=6}, somit sind nicht alle erhaltenen Summen paarweise verschieden, es ist also {\displaystyle a_{4}\not =5}.
Angenommen, {\displaystyle a_{4}=6}. Dann muss man alle möglichen Summen von {\displaystyle a_{1}=0,a_{2}=1,a_{3}=3} und {\displaystyle a_{4}=6} betrachten und erhält unter anderem {\displaystyle 0+6=3+3=6}, somit sind nicht alle erhaltenen Summen paarweise verschieden, es ist also {\displaystyle a_{4}\not =6}.
Angenommen, {\displaystyle a_{4}=7}. Dann muss man alle möglichen Summen von {\displaystyle a_{1}=0,a_{2}=1,a_{3}=3} und {\displaystyle a_{4}=7} betrachten. In diesem Fall erhält man die Summen
{\displaystyle 0+0=0,\;0+1=1,\;0+3=3,\;0+7=7,\;1+1=2,\;1+3=4,\;1+7=8,\;3+3=6,\;3+7=10} und {\displaystyle 7+7=14}.
Es sind alle erhaltenen Summen paarweise verschieden, es ist also {\displaystyle a_{4}=7}.